# Synema viridans
Synema viridans es una especie de araña cangrejo del género Synema, familia Thomisidae, orden Araneae.

## Distribución
Esta especie se encuentra en los Estados Unidos.

## Taxonomía
Fue descrita por Banks en 1896.
Tratamiento taxonómico
La especie aparece registrada y publicada en New North American spiders and mites. Transactions of the American Entomological Society 23: 57–77.